# Războieni, Iași
Războieni este un sat în comuna Ion Neculce din județul Iași, Moldova, România. Se află adiacent drumului E583. Situat la 43 km de orașul Iași și la 3 km de orașul Târgu Frumos. În localitate se află și sediul primăriei comunei Ion Neculce.